# تری‌فلوئورومتان‌سولفونات اسکاندیم (III)
تری‌فلوئورومتان‌سولفونات اسکاندیم (III) (به انگلیسی: Scandium(III) trifluoromethanesulfonate) با فرمول شیمیایی C۳F۹O۹S۳Sc یک ترکیب شیمیایی با شناسه پاب‌کم ۲۷۳۴۵۷۱ است. که جرم مولی آن ۴۹۲٫۱۶ g/mol می‌باشد. 